# Лозове (Старобільський район)
Лозове́ — село в Україні, у Чмирівській сільській громаді Старобільського району Луганської області. Населення становить 59 осіб.